# Ivan Bebek
Ivan Bebek (født 30. maj 1977) er en kroatisk fodbolddommer. Han har aldrig dømt VM eller EM men han har dømt fem kampe ved UEFA-cupen 

## Reference
1. ↑  "Statistik på Weltfussball.de". Arkiveret fra originalen 29. september 2007. Hentet 6. juni 2008.

| Biografi | Spire Denne biografi om en fodbolddommer er en spire som bør udbygges. Du er velkommen til at hjælpe Wikipedia ved at udvide den. |